# 汇总 (选举联盟)
汇总（缩写为SMR）是西班牙的一个左翼选举联盟，为应对2023年西班牙大选而成立，由西班牙第二副首相兼劳动大臣约兰达·迪亚斯领导。2022年3月28日，“汇总运动”注册为一个协会，并于5月18日正式公布。在2022年7月—2023年3月25日期间的一系列全国公开活动后，汇总运动发布了自己的宣言，并于4月2日正式宣布约兰达·迪亚斯将作为候选人参选。在得知提前举行大选之后，5月31日，“汇总运动”注册为政党，以便与其他左翼政党结盟。2023年6月9日，汇总运动与联合左翼等左翼政党组成选举联盟“汇总”。

## 历史

### 背景
由于巴勃罗·伊格莱西亚斯于2021年5月退出政界，从2021年7月起，劳动大臣兼西班牙第二副首相的约兰达·迪亚斯被视为是伊格莱西亚斯在下届大选中首相候选人的潜在继任者。约兰达·迪亚斯表示她希望塑造一个超越政党和联合我们能类型的新选举联盟，旨在获得意识形态相近的力量如共同我们能、承诺联盟和更多马德里、更多国家的支持，同时将更多的权力赋予公民社会。
在2021年11月13日举行的一次活动中，联合我们能见证了一次前所未有的团结行动，许多政治领域的女性参与其中。这些代表包括：约兰达·迪亚斯本人、时任巴塞罗那市长阿达·科洛（共同巴塞罗那）、巴伦西亚副主席莫妮卡·奥尔特拉（承诺联盟）、马德里反对党领袖莫妮卡·加西亚（更多马德里）以及非洲城市休达的议员法蒂玛·哈米德（来自尊严和公民运动）；此次活动中缺席的我们能成员，尤其是平等和社会事物部门的部长伊雷内·蒙特罗和伊奥内·贝拉拉，被视为我们能在左翼联盟中角色日益减弱的证据。约兰达·迪亚斯领导的左翼联盟也受到时任首相佩德罗·桑切斯的好评，他认为这对于"进步领域"保持良好状态，以便他的政府能够在下届选举中维持和扩大多数席位至关重要。虽然媒体经常用“广泛阵线 ”一词来指称迪亚斯的联盟，但有人评论称，迪亚斯本人拒绝使用这个名称，因为其与拉丁美洲左翼民粹主义联盟具有类似的内涵。
在因2022年俄罗斯入侵乌克兰引发的国际危机延期之后，于2022年5月18日宣布迪亚斯的组织将以临时名称“汇总”进行运营，正式启动将安排在2022年安达卢西亚地区选举之后。迪亚斯本人表示，虽然她对“汇总”组织的概念感到满意，但根据行政和官僚程序的处理情况，可能不会成为她组织的最终名称。5月24日，该组织的名称和标志在西班牙专利商标局注册。2023年5月31日，汇总运动在西班牙内政部登记为政党。

### 启动与集会
2022年7月1日，约兰达·迪亚斯和“汇总”的社交媒体账号发布了关于组织启动活动的宣传视频，作为更广泛的“倾听过程”的一部分。该倾听过程于2022年7月8日在马德里马塔德罗艺术中心开始。“汇总”的象征和标志也在那次活动中正式公布。活动吸引了5000多人参与，西班牙文化界的知名人物如詹姆斯·罗德斯，埃尔维拉·萨斯特雷和贝尔伦·戈佩圭也出席了活动。
同时，一系列工作团队被组建起来，以制定该组织的政策立场，形成长期的国家战略。团队于2022年9月23日公布，包括专家和公众人物，如塞萨尔·伦杜勒、伊格纳西奥·桑切斯-昆卡、亚约·埃雷罗。
在第一次集会之后，类似的活动在卢戈、毕尔巴鄂、希洪、萨瓦德尔和梅里达等地接连举行。2022年11月向潘普洛纳、洛格罗尼奥和巴伦西亚的民众介绍了该组织。迪亚斯与公众进行的全国性交流活动继续在拉科鲁尼亚、萨拉戈萨、塔拉戈纳、巴塞罗那、马略卡岛、巴利亚多利德、阿尔瓦塞特和穆尔西亚举行。最后几次集会于2023年3月在桑坦德、塞维利亚和拉斯帕尔马斯举行。咨询过程的最后一次活动也是迪亚斯正式宣布参选2023年选举的场合，于4月2日在马德里举行。出席活动的主要政党包括联合左翼、更多马德里、承诺联盟和共同我们能，但值得注意的是，由于与迪亚斯在候选人选拔过程上存在分歧，我们能党没有出席。
2023年6月初，前议员巴勃罗·布斯廷杜伊和欧洲议会议员欧内斯特·乌塔松，两位所属我们能党的人，宣布加入“汇总运动”。

### 协议
得知2023年7月23日将提前举行选举之后，“汇总”的各联盟党派宣布加入迪亚斯的选举联盟协议：绿色联盟、德拉戈计划、阿拉贡联盟、安达卢西亚人民倡议、大会。同时，与承诺联盟、生态、联合左翼、更多马德里、共同加泰罗尼亚等其他党派正在进行谈判，以及还得到了可以做到党和让我们赢得杰雷斯党等其他小党的支持。尊严和公民运动于6月8日决定不加入“汇总”，并退出选举。我们能党的加入成为谈判中的一个争议点，平等大臣伊雷内·蒙特罗的存在以及我们能党在“汇总”名单中的代表成为分歧的主要焦点。最终，在一段艰难的谈判过程后，我们能党在注册截止日期前四小时加入了该联盟。惟他們又於2023年11月退出。

## 政策
以下是汇总联盟的主要政策：
- 在可再生能源产业、零部件生产和相关技术领域创造50万个就业机会。[87]

- 对豪车、私人飞机、大型游艇和频繁的内陆商务舱航班进行征税。[87]

- 用对富人征收的新税来实施20,000欧元的“普遍福利”项目，这将为年满23岁的年轻人提供帮助以继续其教育、帮助他们就业和实现经济独立。[87]

- 通过立法规定每周最多工作37.5小时，并逐步将工作时间进一步缩减至每周32小时。[87]

- 在年度通胀率的基础上增加最低工资以维持劳动者的购买力。[87]

- 提高公共卫生支出，强化全国的初级卫生保健，并制定一项针对心理健康问题的紧急对策。[87]

- 积极扩大和加强性别平等计划，解决女性工作领域的不稳定问题，以及加强实现反性别暴力的国家共识。[87]

- 推动对跨性别者及LGBTI+群体真正有效的平等权利法律，并推动实现一项反对仇恨言论的国家共识。[87]

- 推广从0到3岁的免费公共教育服务，提高公立教育体系的重要性，对大学学费进行降低，并逐步免费化，同时增加依据家庭收入设定的奖学金供应。[87]

- 推动欧盟在全球环保转型中发挥更重要的角色，汇总党还强调必须结束欧洲的避税天堂。此外，还主张对欧盟的条约和其他机制进行改革，以进一步深化欧盟的民主制度。[87]

## 组成
以下表格列出了已经加入汇总联盟的各方：   
| 政党 | 政党                       | 政党               | 范围           |
| ---- | -------------------------- | ------------------ | -------------- |
|      | 汇总运动                   | 汇总运动           | 全国           |
|      | 我们能                     |                    | 全国           |
|      | 生态                       |                    | 全国           |
|      | 绿色联盟                   |                    | 全国           |
|      | 联合左翼                   |                    | 全国           |
|      |                            | 西班牙共产党       | 全国           |
|      | 极光—马克思主义组织        |                    | 全国           |
|      | 共和左翼                   |                    | 全国           |
|      | 穆尔西亚地区生态社会主义者 | 穆尔西亚           |                |
|      | 耶罗倡议                   | 耶罗岛             |                |
|      | 更多马德里                 | 更多马德里         | 马德里自治区   |
|      | 承诺联盟                   | 承诺联盟           | 巴伦西亚自治区 |
|      |                            | 更多承诺           | 巴伦西亚自治区 |
|      | 巴伦西亚人民倡议           |                    | 巴伦西亚自治区 |
|      | 巴伦西亚地区绿色生态       |                    | 巴伦西亚自治区 |
|      | 共同加泰罗尼亚             | 共同加泰罗尼亚     | 加泰罗尼亚     |
|      |                            | 共同巴塞罗那       | 加泰罗尼亚     |
|      | 绿色左翼                   |                    | 加泰罗尼亚     |
|      | 更多为了马略卡             | 更多为了马略卡     | 巴利阿里群岛   |
|      | 更多为了梅诺卡             |                    | 巴利阿里群岛   |
|      | 阿拉贡联盟                 | 阿拉贡联盟         | 阿拉贡         |
|      | 德拉戈计划                 | 德拉戈计划         | 加那利群岛     |
|      | 阿斯图里亚斯左翼           | 阿斯图里亚斯左翼   | 阿斯图里亚斯   |
|      | 大会                       | 大会               | 纳瓦拉         |
|      | 安达卢西亚人民倡议         | 安达卢西亚人民倡议 | 安达卢西亚     |